# Ablaxia prothous
Ablaxia prothous är en stekelart som först beskrevs av Walker 1839.  Ablaxia prothous ingår i släktet Ablaxia och familjen puppglanssteklar. Inga underarter finns listade i Catalogue of Life.